# Stanislav Sočivica
Stanislav Sočivica (Trebigne, 1715 – dopo il 1777) è stato un hajduk (brigante) croato, che combatté contro i turchi ottomani.

## Biografia
Nacque in un villaggio dell'Erzegovina vicino a Trebigne, sotto la dominazione ottomana. Il padre si chiamava Vuk e aveva due fratelli: Ilija e Nikola. La sua umile famiglia contadina veniva costantemente vessata, con ingiurie e percosse, dalla ricca famiglia di proprietari terrieri degli Umetalčić. Il giovane Stanislav, di indole turbolenta e battagliera, mal sopportava tale situazione e anelava la vendetta, venendo però frenato dal padre, di temperamento più prudente e pacifico. 
Finalmente l'occasione tanto attesa si presentò quando i tre fratelli Umetalčić, dopo aver raccolto l'araç (tassa) nei loro territori, si fermarono a pernottare al casale dei Sočivica con appresso la notevole somma di 18.000 zecchini. Stanislav convinse i familiari ad ucciderli, seppellendoli poi lì vicino. 
Nel giro di un anno però i sospetti caddero su di loro e per non correre rischi, nel 1745 si trasferirono a Imotski, nei territori veneziani, dove Stanislav e i fratelli (il padre era morto durante il viaggio) utilizzarono il bottino per dedicarsi alla mercatura.
Tuttavia Stanislav non seppe adattarsi alla tranquilla vita del mercante, e con altri compagni iniziò a compiere scorrerie contro gli odiati turchi lungo i territori di frontiera, assalendo le carovane e rapinando e massacrando i viaggiatori. Uno dei suoi fratelli, che prendeva parte a queste incursioni, fu tradito dal suo pobratime (fratello di sangue) e consegnato al Pascià di Travnik, che lo fece torturare a morte.
Nel 1754 le sue scorribande stavano creando tensioni con le autorità venete, alle quali i turchi chiedevano insistentemente la sua consegna, e decise perciò di spostarsi a Carlowitz nei territori asburgici. Lì visse pacificamente per tre anni, fino a quando venne catturato con l'inganno insieme a due suoi fratelli, e portato dal Pascià di Travnik, che offrì loro la scelta tra la conversione all'Islam o l'impalamento, ed essi scelsero ovviamente la prima. Prese così il nome di Ibrahim. I fratelli vennero poi rilasciati, e alla prima occasione fuggirono dai territori ottomani. 
La sorveglianza su Sočivica fu rafforzata, ma nel 1758 egli convinse i suoi carcerieri di aver sotterrato dei tesori in vari luoghi, ed il pascià, avido di denaro, lo lasciò andare in giro, sotto scorta, alla ricerca di tali ricchezze, che ovviamente non esistevano ed erano solo una scusa per cercare un'opportunità di fuga. Dopo un mese di giri a vuoto fino a Sign, i turchi, stanchi di essere presi in giro, convinsero la moglie ed i figli di Sočivica a recarvisi, e da qui avviarono l'intera famiglia prigioniera verso Travnik. 
Durante il viaggio Sočivica riuscì a fuggire, e negli anni successivi cercò inutilmente di far liberare i suoi familiari, finché nel 1762 si ricongiunse finalmente con la moglie ed il figlio, grazie ad un suo complice che entrò a Travnik fingendosi mercante e li condusse fuori dalla città. La figlia invece, che nel frattempo si era sposata, scelse di rimanere fra i turchi.
Sočivica riprese per altri anni ancora le sue attività di razzia, guadagnandosi fama di eroe tra le genti slave per il coraggio e la temerarietà con cui osava assalire, alla testa di pochi uomini, gruppi armati turchi ben più numerosi. Dichiarò di aver ucciso personalmente, a quanto poteva ricordare, almeno 150 turchi, senza contare quelli uccisi assieme ad altri compagni.
Verso la fine della sua vita si stabilì a Grazach nei territori asburgici, abbandonando definitivamente il banditismo. Tuttavia non si era arricchito con le sue scorribande: gli erano rimasti solo 600 zecchini, che per giunta perse, avendoli affidati ad un suo cugino e ad un altro conoscente, che invece fuggirono con la somma.
Nel 1775 l'imperatore Giuseppe II, recatosi in visita nei territori del "triplice confine" (tra gli Asburgo, la Repubblica di Venezia e gli Ottomani), volle incontrarlo, e dopo essersi fatto raccontare la sua vita, gli regalò una somma di denaro e lo nomino "arambassà", cioè comandante, dei Panduri (i soldati irregolari che proteggevano il confine). Non si conosce la data della sua morte.
La sua vita è stata raccontata in un libro del 1776 di Giovanni Lovrich, che lo intervistò di persona.